# Caras Galadhon
Nas obras de J. R. R. Tolkien, Caras Galadhon é uma cidade fictícia e capital do reino élfico de Lothlórien, em O Senhor dos Anéis. Ele aparece principalmente em The Fellowship of the Ring, mas também é mencionada nos apêndices de The Return of the King. Construída no fundo do Reino da Floresta de Lothlórien, a cidade foi criada no meio e entre as árvores mallorn, trazidas para aquelas terras por Galadriel.
Desde que foi construída por Amroth na Terceira Era, que rapidamente se tornou o lugar mais populoso de Lothlórien e até o final da era também se tornou a colônia mais importante de Galadhrims na Terra Média.
Na primeira edição de O Senhor dos Anéis, Caras Galadhon foi grafada como Caras Galadon, mas o "h" foi adicionado mais tarde para distinguir a raiz Sindarin galad ("luz") para galadh ("árvore").

## Nomes
Como no caso da floresta que a rodeia, Tolkien também deu à cidade vários nomes:
| Nome           | Significado           | Origem                                     |
| -------------- | --------------------- | ------------------------------------------ |
| Caras Galadhon | Fortaleza das Árvores | Nome Sindarin usado durante a Terceira Era |
| Caras          | Fortaleza             | Forma abreviada de Caras Galadhon          |
| Nelennas       | Gore                  | Antigo nome da Cidade                      |

Fora de Lothlórien ou qualquer outro assentamento Élfico, a variante Westron (língua comum utilizada pela maioria dos Homens e Hobbits durante a Terceira Era) de Caras Galadhon, Cidade das Árvores, também foi amplamente utilizada entre os homens para se referir à cidade.

## Geografia
A cidade foi construída dentro da Floresta de Lothlórien, perto do ponto onde os rios Celebrant e Anduin se encontram, perto da fronteira oriental do reino. Apesar de sua posição no final de Egladil ("o Ângulo", nome dado às terras entre os dois rios e localização da floresta) e, consequentemente, perto do Anduin favorecendo a comunicação através da Terra Média, que fez a cidade mais vulnerável a ataques de Dol Guldur, a Fortaleza de Sauron ao leste de Caras Galadhon, algo que finalmente aconteceu durante a Guerra do Anel. Pensa-se que a cidade foi construída para evitar que um evento como esse acontecesse, mas Tolkien nunca incluiu uma explicação para isso em seus livros ou apêndices. A cidade também foi chamada de "A Cidade da Luz e Som".

## Arquitetura
Como todo o espaço disponível teve de ser usado para criar a residência dos elfos, a cidade foi construída dentro e ao redor das árvores circundantes, que lhe deu o nome comum (veja acima).
Para ajudar a navegação dentro da cidade, várias escadas foram feitas em torno da árvore principal que era iluminada por chamas verdes durante a noite. Também havia talans construídas, plataformas na árvore construídas em estreita proximidade com as escadas e as árvores. Estas estruturas criaram superfícies horizontais que poderiam ser usadas como abrigo e a guardar a cidade de intrusos.
Não havia portas de entrada à cidade que encontrava o Norte e a Sociedade do Anel teve que ser guiada através de uma estrada branca, que cercou a cidade e seu fosso, à parte sul da Caras Galadhon, onde sua entrada foi encontrada.
Outros lugares interessantes dentro da cidade eram as fontes de Caras Galadhon, o Palácio de Galadriel e Celeborn e o Espelho de Galadriel, que Frodo Baggins e Samwise Gamgee olharam durante a sua estadia de um mês na cidade.

## História

### Terceira Era
Realmente faz muito tempo que vimos alguém do povo de Durin em Caras Galadhon.
—Celeborn, Senhor de Galadhrim
Embora não haja nenhuma informação substancial em matéria de origem cronológica de Caras Galadhon, a declaração de Celeborn parece indicar que a cidade já tinha sido construída quando Anões fugiram de Khazad-dûm após libertar o Balrog conhecido como Ruína de Durin, no ano de 1981 da Terceira Era.
Nesse mesmo ano, Amroth, o antigo senhor da Lórien, foi ao sul da Terra Média com sua amada Nimrodel, mas se afogou na Baía de Belfalas depois que ela desapareceu no Ered Nimrais e nunca mais voltou para casa. Após essa perda, o controle de Lothlórien passou para Galadriel e Celeborn, que os colocou na cidade no momento em que estes dois eventos aconteceram.
Durante a Guerra do Anel, a Sociedade do Anel foi trazida de Lórien para Caras Galadhon, e lá conheceram o Senhor e Senhora do Galadhrim. A Sociedade passou cerca de um mês em Caras Galadhon (entre 17 de janeiro de 3019 e 16 de fevereiro do mesmo ano). Por volta da época do cerco de Minas Tirith, Lórien foi sitiada por Dol Guldur três vezes:
- A primeira, em 11 de março de 3019, aconteceu um dia antes da travessia de Frodo do covil de Laracna;
- A segunda batalha aconteceu quatro dias depois, no mesmo dia da batalha dos Campos do Pelennor;
- A última ocorreu em 22 de março, três dias antes da destruição do Um Anel.

Estes três ataques foram capazes de arruinar várias partes da floresta, principalmente nas fronteiras para o Norte e Leste (que estavam mais expostas a força de Dol Guldur), mas a fronteira Oeste também foi prejudicada, porque a força principal foi ajudada por Orcs de Moria. Após a queda de Sauron, Galadriel e Celeborn marcharam para Dol Guldur e conseguiram se livrar da influência do passado do inimigo. Até o início da Quarta Era, o lugar que anteriormente era a fortaleza de Sauron foi rebatizado Amon Lanc e tornou-se parte do Leste Lórien reino de Celeborn.

### Quarta Era e além
Quando a Guerra do Anel terminou e Dol Guldur foi destruída, Caras Galadhon se tornou a capital de um reino muito maior, que na época se estendeu em ambos os lados do rio Anduin e compartilhou a fronteira com a Floresta das Trevas ao Leste. Este novo reino, governado unicamente por Celeborn após Galadriel partir para Valinor no final da Terceira Era, foi chamado de Lórien do Leste pelos Galadhrim que lá habitavam.
No entanto, a cidade tornou-se lentamente despovoada depois da ausência de Galadriel e Celeborn deixar o local para Rivendell depois de um tempo e, supostamente, a Valinor posteriormente; apesar de ter sido chamada, na época da Guerra do Anel, de uma "grande cidade", onde milhares de Elfos Silvan viviam, na época da morte de Aragorn Elessar no ano 120 a terra de Lórien foi relatada como "silenciosa" e Caras Galadhon foi então totalmente abandonada, o que significa que os Elfos Silvan desertaram-na fosse à Floresta das Trevas ou as Terras Imortais, embora este último parece ser uma opção vaga, visto que os navios que foram preparados por Círdan e os últimos elfos de Lindon, foram os últimos casos conhecidos de elfos viajando para Valinor (exceto Legolas e, possivelmente, a jornada de Gimli para as Terras Imortais).